# Stazione meteorologica di Livigno
La stazione meteorologica di Livigno è la stazione meteorologica di riferimento relativa alla località di Livigno.

## Dati climatologici
| Livigno                          | Mesi | Mesi | Mesi | Mesi | Mesi | Mesi | Mesi | Mesi | Mesi | Mesi | Mesi | Mesi | Stagioni | Stagioni | Stagioni | Stagioni | Anno |
| Livigno                          | Gen  | Feb  | Mar  | Apr  | Mag  | Giu  | Lug  | Ago  | Set  | Ott  | Nov  | Dic  | Inv      | Pri      | Est      | Aut      | Anno |
| -------------------------------- | ---- | ---- | ---- | ---- | ---- | ---- | ---- | ---- | ---- | ---- | ---- | ---- | -------- | -------- | -------- | -------- | ---- |
| T. max. media (°C)               | −3   | −2   | 1    | 5    | 10   | 14   | 16   | 15   | 13   | 8    | 1    | −3   | −2,7     | 5,3      | 15       | 7,3      | 6,3  |
| T. min. media (°C)               | −15  | −13  | −9   | −5   | −1   | 3    | 5    | 5    | 3    | −1   | −6   | −11  | −13      | −5       | 4,3      | −1,3     | −3,8 |
| Giorni di gelo (Tmin ≤ 0 °C)     | 31   | 28   | 31   | 29   | 17   | 6    | 1    | 1    | 6    | 18   | 29   | 31   | 90       | 77       | 8        | 53       | 228  |
| Giorni di ghiaccio (Tmax ≤ 0 °C) | 20   | 18   | 12   | 2    | 0    | 0    | 0    | 0    | 0    | 1    | 13   | 19   | 57       | 14       | 0        | 14       | 85   |